# Istigobius spence
Istigobius spence es una especie de peces de la familia de los Gobiidae en el orden de los Perciformes.

## Morfología
Los machos pueden llegar a alcanzar los 7,9 cm de longitud total.

## Distribución geográfica
Se encuentra en Mozambique, Kenia, Sri Lanka, Papúa Nueva Guinea, Australia y Micronesia.

## Observaciones
Es inofensivo para los humanos.